# Le Sens du devoir
Série
Le Sens du devoir 2
(1985)
Pour plus de détails, voir Fiche technique et Distribution.
Le Sens du devoir (皇家戰士, Wong ga jin si), ou Police action est un film hongkongais réalisé par David Chung, sorti en 1986.
Contrairement à ce que son titre français laisse supposer, il s'agit de la suite du film Le Sens du devoir 2 (Yes, Madam) sorti l'année précédente. Les films ont été exploités dans l'ordre inverse en France à l'occasion de leurs ressorties.

## Synopsis
L'inspecteur Michelle Yip rentre de vacances et intervient dans un détournement d'avion. De retour à Hong Kong, des amis des terroristes veulent les venger.

## Fiche technique
- Titre : Le Sens du devoir
- Autre titre : Police action
- Titre anglophone : Royal Warriors
- Autre titre anglophone : Police Assassins
- Titre original : 皇家戰士 (Wong ga jin si)
- Réalisation : David Chung
- Scénario : Tsang Kan-cheung
- Musique : Romeo Díaz
- Photographie : Wah Ma-chun et Derek Wan
- Montage : Cheung Kwok-kuen
- Production : John Sham
- Société de production : D & B Films
- Société de distribution : Metropolitan Filmexport (France)
- Pays :  Hong Kong
- Genre : Action, drame et policier
- Durée : 96 minutes
- Dates de sortie : 
  -  Hong Kong : 26 juin 1986
  -  France : 17 août 1988

## Distribution
- Michelle Yeoh : Michelle Yip
- Michael Wong : Michael Wong
- Hiroyuki Sanada : Peter Yamamoto
- Michael Chan Wai-man : Harvey Lee / Tiger
- Chen Jing : Lou

## Distinctions
Le film a été nommé au Hong Kong Film Award du la meilleure chorégraphie d'action.